# Rappin
Rappin är en kommun och ort i Landkreis Vorpommern-Rügen i förbundslandet Mecklenburg-Vorpommern i Tyskland.
Kommunen ingår i kommunalförbundet Amt Bergen auf Rügen tillsammans med kommunerna Bergen auf Rügen, Buschvitz, Garz/Rügen, Gustow, Lietzow, Parchtitz, Patzig, Poseritz, Ralswiek och Sehlen.